# NGC 4876
NGC 4876 is een elliptisch sterrenstelsel in het sterrenbeeld Hoofdhaar. Het hemelobject werd op 16 mei 1885 ontdekt door de Franse astronoom Guillaume Bigourdan.

## Synoniemen
- MCG 5-31-73
- ZWG 160.234
- ARAK 398
- DRCG 27-124
- PGC 44658